# Municipio de Portage (condado de Hancock)
El municipio de Portage (en inglés: Portage Township) es un municipio ubicado en el condado de Hancock en el estado estadounidense de Ohio. En el año 2010 tenía una población de 692 habitantes y una densidad poblacional de 11,07 personas por km².

## Geografía
El municipio de Portage se encuentra ubicado en las coordenadas 41°8′8″N 83°43′21″O / 41.13556, -83.72250. Según la Oficina del Censo de los Estados Unidos, el municipio tiene una superficie total de 62.5 km², de la cual 62,45 km² corresponden a tierra firme y (0,07 %) 0,04 km² es agua.

## Demografía
Según el censo de 2010, había 692 personas residiendo en el municipio de Portage. La densidad de población era de 11,07 hab./km². De los 692 habitantes, el municipio de Portage estaba compuesto por el 97,25 % blancos, el 0,87 % eran de otras razas y el 1,88 % eran de una mezcla de razas. Del total de la población el 1,3 % eran hispanos o latinos de cualquier raza.